# 马尔扎诺
马尔扎诺（義大利語：Marzano），是意大利帕维亚省的一个市镇。总面积9平方公里，人口1573人，人口密度174.8人/平方公里（2009年）。国家统计（ISTAT）代码为018087。